# Handsome Harry
Handsome Harry es una película de 2009 dirigida por Bette Gordon, escrita por Nicholas T. Proferes y protagonizada por Jamey Sheridan. Fue estrenada en el Festival de Cine de Tribeca de 2009 y proyectada en los cines en 2010.

## Sinopsis
Handsome Harry cuenta la historia del viaje que hace Harry Sweeney para pedir el perdón de un viejo compañero de la marina. Un día Harry (Jamey Sheridan) recibe una llamada de un viejo amigo de la marina, Thomas Kelley (Steve Buscemi), quien está agonizando. Kelley le pide a Harry que le pida perdón a un colega del barco, David Kagan (Campbell Scott), por un crimen que cometieron hace muchos años. En un principio Harry no quiere saber nada sobre el asunto, pero los recuerdos y la culpa lo superan y comienza un viaje para confrontar a sus antiguos amigos.

## Reparto
| - Jamey Sheridan - Harry - Steve Buscemi - Thomas Kelly - Mariann Mayberry - Judy - Aidan Quinn - Porter - John Savage - Rheems - Campbell Scott - Kagan - Titus Welliver - Gebhardt - Karen Young - Muriel - Bill Sage - Pauley - Emily Donahoe - Hija de Thomas Kelly | - Jayne Atkinson - Esposa de Thomas Kelly - Asher Grodman - Bobby - Andrew Dolan - Sam - Rutanya Alda - Sra. Schroeder - Kevin Reed - Joven Kagan - Blake Lowell - Joven Thomas Kelly - Tom Degnan - Joven Harry - Anita Hollander - Sarah - Blake Hammond - Hank |